# Sansevieria subspicata
Sansevieria subspicata là một loài thực vật có hoa trong họ Măng tây. Loài này được Baker mô tả khoa học đầu tiên năm 1889.

## Hình ảnh

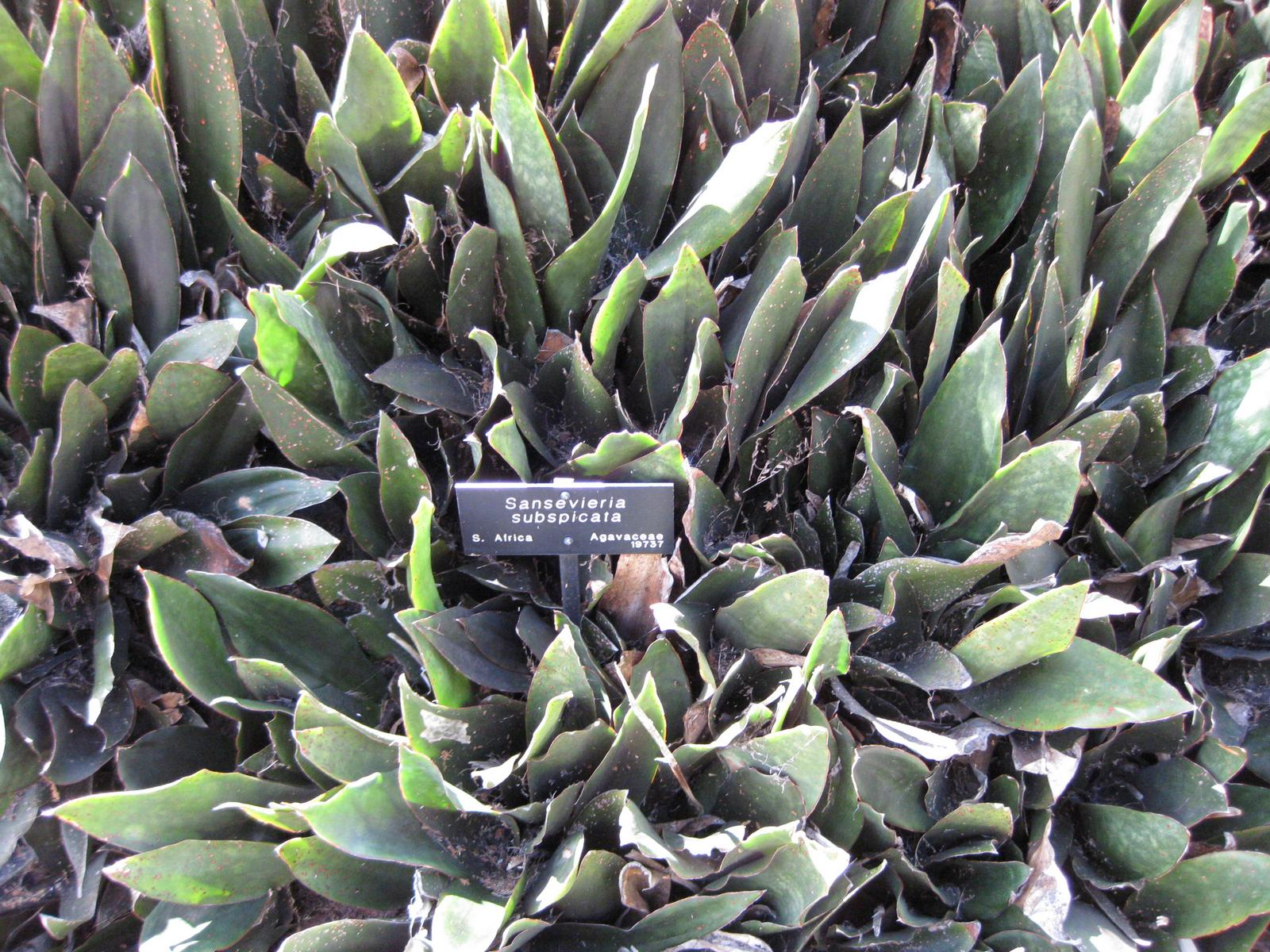